# エスターハージートルテ
エスターハージートルテ（ドイツ語: Eszterházy-Torte）は、トルテと称されるハンガリーのケーキの一種。
なお、日本語でのカタカナ表記には以下のような揺れがある。
- エスターハーズィートルテ[1]
- エスターハーゼトルテ[2]
- エステルハージトルテ[3]
- エステルハーズィートルテ[4]

## 概要

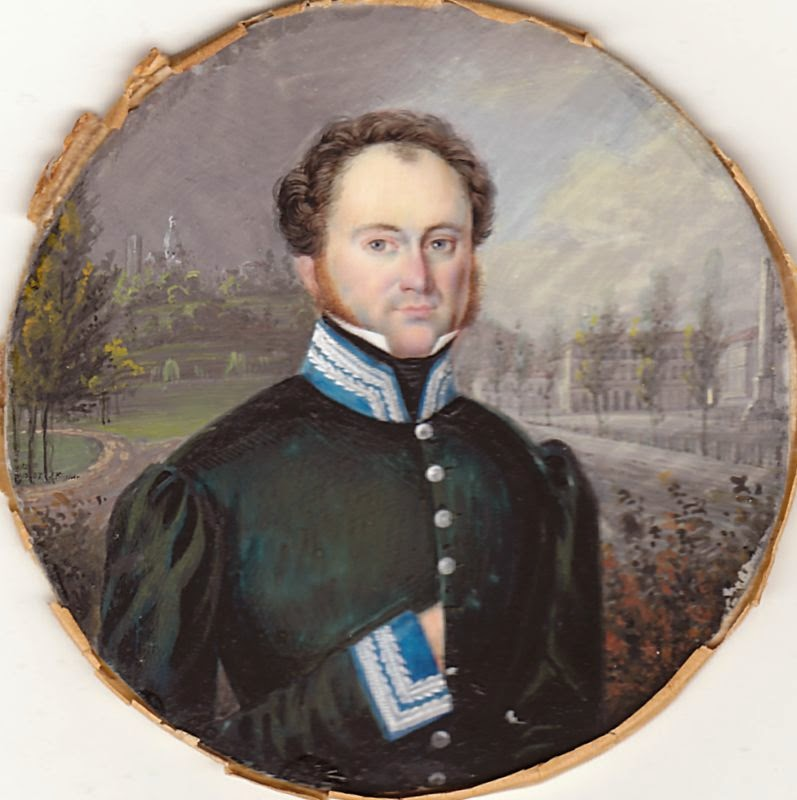
パウル・アントン・エステルハージ（1786年–1866年）

「エスターハージ」「エステルハージ」はハンガリーの名家であるエステルハージ家を指す。ウィーンの伝統菓子であり、表面の独特の模様はエステルハージ家の紋章を模した矢羽根模様である。
ヘーゼルナッツ入りのスポンジケーキとクリームの層を重ねたり、コニャックやバターで味付けしたクリームを4層から6層のアーモンド入りメレンゲで挟んで砂糖衣でコーティングしたケーキである。
エスターハージートルテの製法には様々なバリエーションがあり、ハンガリーではもともとのエスターハージートルテで用いられるアーモンドの代わりに、すべてクルミを用いる。
エステルハージ家の一員であり、オーストリア帝国の外交官であったパウル・アントン・エステルハージにちなんで名付けられた。19世紀後半にブダペストの菓子職人によって考案され、すぐにオーストリア＝ハンガリー帝国で最も有名なケーキの一つとなった。

## エスターハージーシュニッテ

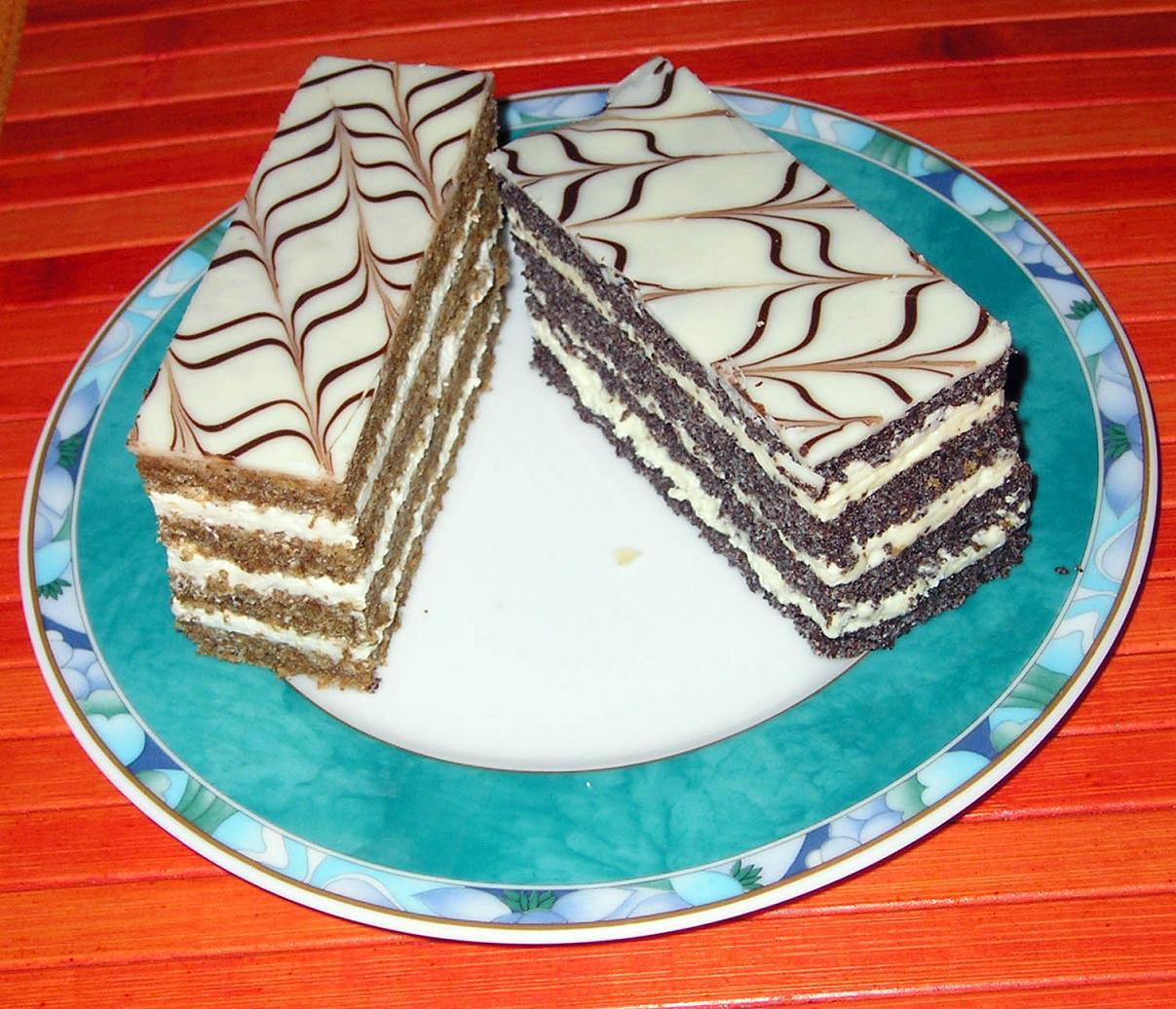
2つのエスターハージーシュニッテ

ハンガリーの菓子ではないものの、エスターハージーシュニッテはよく知られたエスターハージートルテの変種である。トルテが必ず丸い形をしているのに対し、シュニッテは四角い形をしている。他にも、スポンジケーキをベースにしたものや、果物の結晶をあしらったものなどがある。エスターハージーシュニッテは、一般的に非常に甘い。